# Onze-Lieve-Vrouw Onbevlekt Ontvangenkerk (Abele)

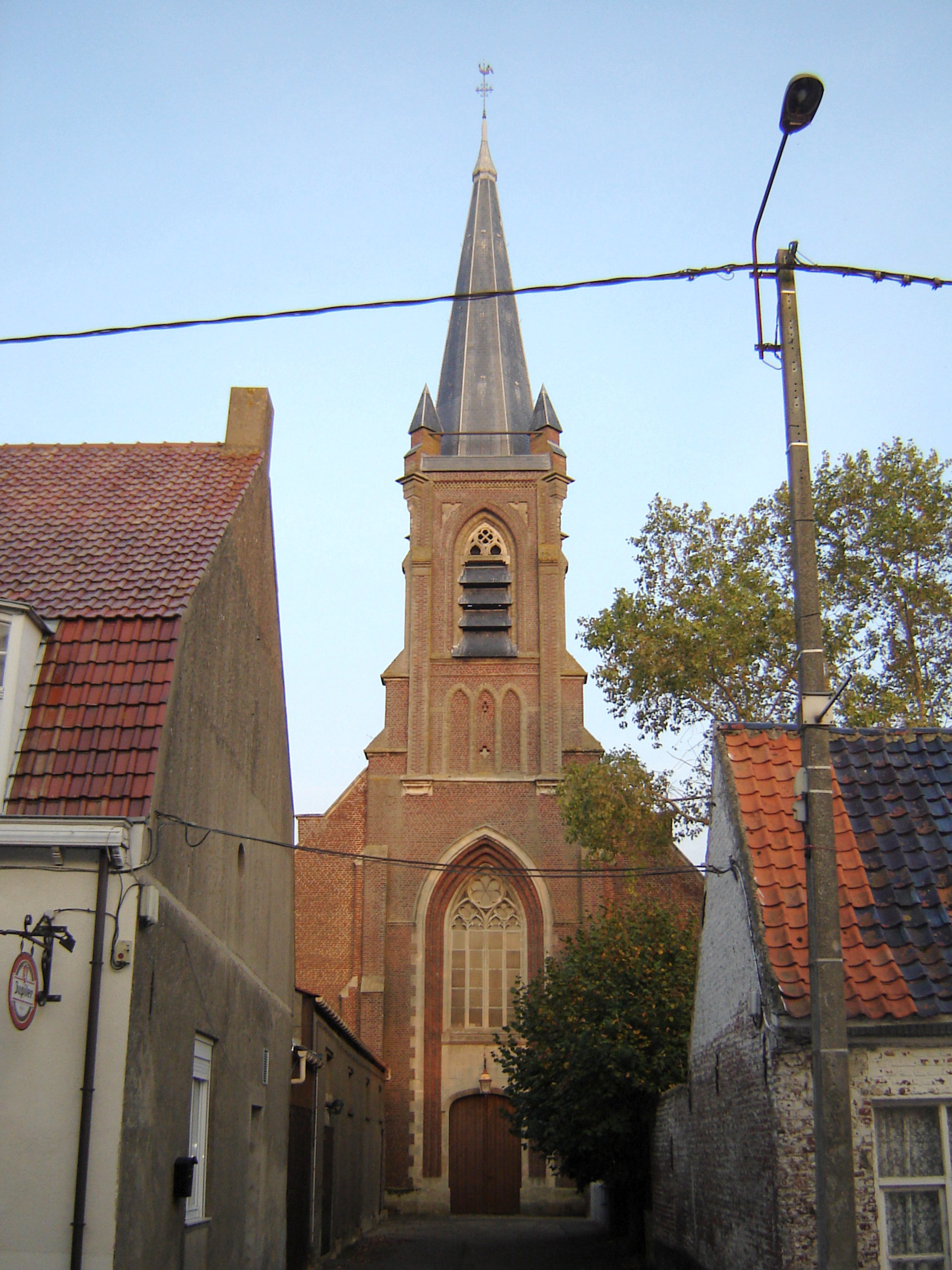
Onze-Lieve-Vrouw Onbevlekt Ontvangenkerk

De Onze-Lieve-Vrouw Onbevlekt Ontvangenkerk is de parochiekerk van het grensdorp Abele, gelegen aan het Abeleplein en Rue de Cassel.
Kerkelijk gezien behoort het kerkgebouw tot Vlaanderen, maar het is gelegen op het grondgebied van de Franse gemeente Boeschepe. De stad Poperinge en de kerkfabriek van Watou staan wel in voor het onderhoud.
Het betreft een neogotisch kerkje dat werd ontworpen door Charles Leroy en gebouwd in 1872-1873. Het heeft een ingebouwde toren met hoge spits en drie hoektorentjes op de trans.